# Cezary Kucharski
Pour les articles homonymes, voir Kucharski.

Cezary Kucharski, né le 17 février 1972 à Łuków, est un footballeur polonais. Reconverti en tant qu'agent, il s'occupait notamment de Robert Lewandowski, international polonais du Bayern Munich.

## Carrière
- 1990-1994 :  Siarka Tarnobrzeg
- 1994-1995 :  FC Aarau
- 1995-1997 :  Legia Varsovie
- 1997 :  Real Sporting de Gijón
- 1998-1999 :  Legia Varsovie
- 1999-2000 :  Stomil Olsztyn
- 2000-2003 :  Legia Varsovie
- 2003-2004 :  Iraklis Salonique
- 2004-2006 :  Górnik Łęczna
- 2006 :  Legia Varsovie

## Palmarès
- 17 sélections et 3 buts avec l'équipe de Pologne entre 1996 et 2004.